# Eurycope errabunda
Eurycope errabunda là một loài chân đều trong họ Munnopsidae. Loài này được Wilson miêu tả khoa học năm 1983.